# Jeannie Robertson
Pour les articles homonymes, voir Robertson.
Jeannie Robertson (17 avril 1908 - 13 mars 1975) était une chanteuse traditionnelle écossaise.

## Biographie
Elle était d'une de ces familles de nomades fameuses dans les Îles britanniques pour la qualité de leurs répertoires en musiques traditionnelles (une famille en partie sédentarisée, à Aberdeen). 
Elle tenait son répertoire, l'un des plus impressionnants de Grande-Bretagne, de sa mère, ainsi que d'autres chanteurs traditionnels rencontrés sur les routes. 
À partir de 1953 elle put se produire dans les premiers festivals folks. La même année elle fut enregistrée (et interviewée) par le fameux musicologue Alan Lomax. Elle lui chanta une version de Andrew Lammie (Mill o' Tifty's Annie) de plus 13 minutes (précisant que ce n'était que la moitié de la ballade).
Elle participa à d'autres spectacles, disques, émissions de radio et de télévision, jusque vers la fin des années 1960. Elle a été décorée par la Reine, en 1968, de Membre de l'ordre de l'Empire britannique (MBE). 
Outre des ballades classiques, elle chantait aussi des chansons humoristiques comme Never Wed an Old Man. 

Sa chanson la plus célèbre aujourd'hui est I'm a man you don't meet every day ou Jock Stewart, reprise par Archie Fisher, The Dubliners, The McCalmans, The Tannahill Weavers et The Pogues. 

## Enregistrements
- The Queen Among The Heather, Rounder 1998